# 千葉県道168号鶴舞馬来田停車場線
千葉県道168号鶴舞馬来田停車場線（ちばけんどう168ごう つるまいまくたていしゃじょうせん）は、千葉県市原市と木更津市を結ぶ一般県道。1993年（平成5年）2月8日に開通。

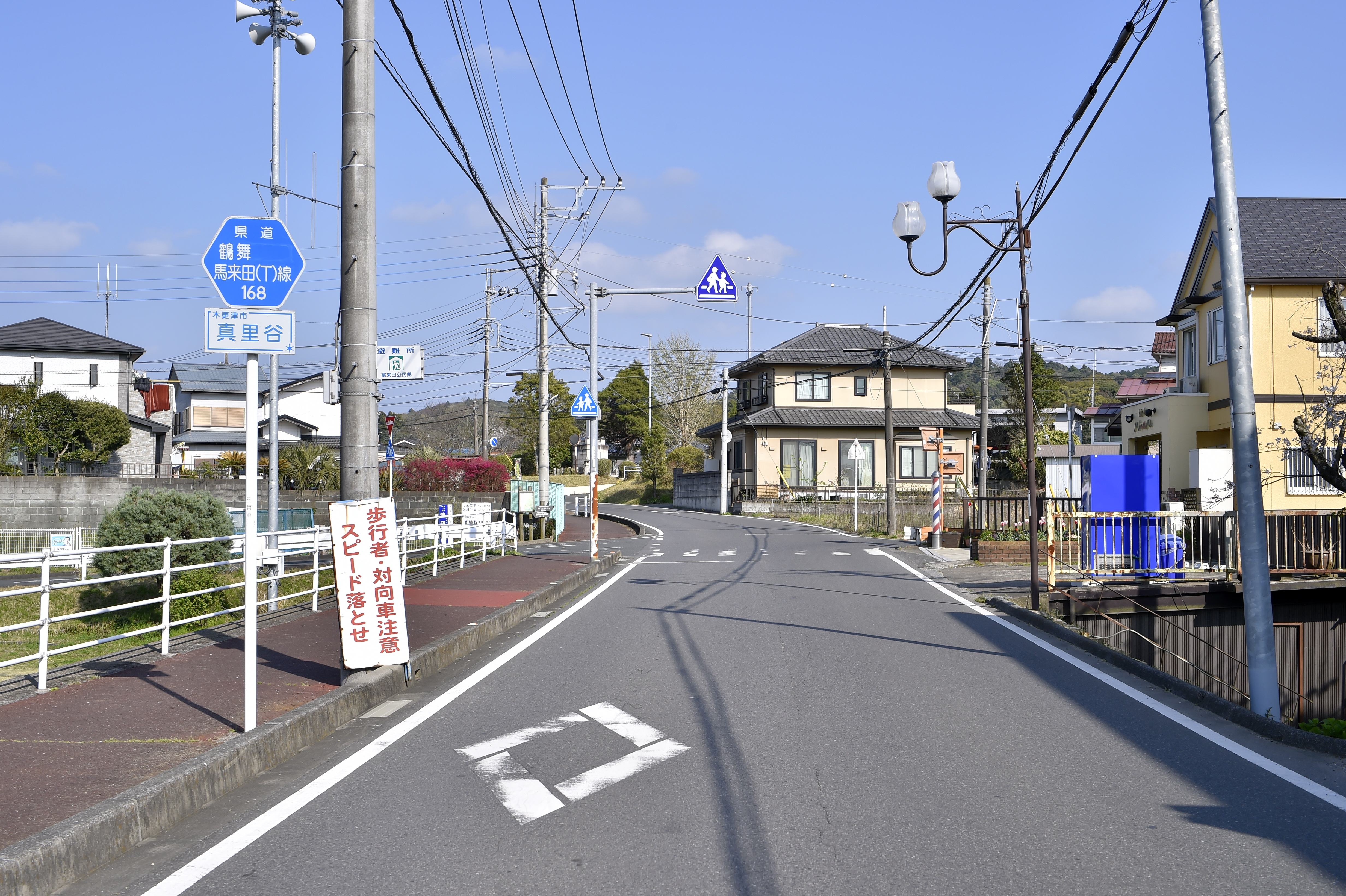
千葉県道168号鶴舞馬来田停車場線
木更津市真里谷（2023年4月）

## 路線データ
- 起点：市原市田尾（国道297号交点）
- 終点：木更津市真里 馬来田停車場[2]（久留里線馬来田駅、国道410号交点）
- 総延長：*.* km（市原土木事務所管内：*.* km、君津土木事務所管内：8.950 km[3]）
- 重用延長：なし（市原土木事務所管内：*.* km、君津土木事務所管内：0.0 km）
- 実延長：16.432 km（市原土木事務所管内：7.482 km[2]、君津土木事務所管内：8.950 km[3]）

## 路線状況

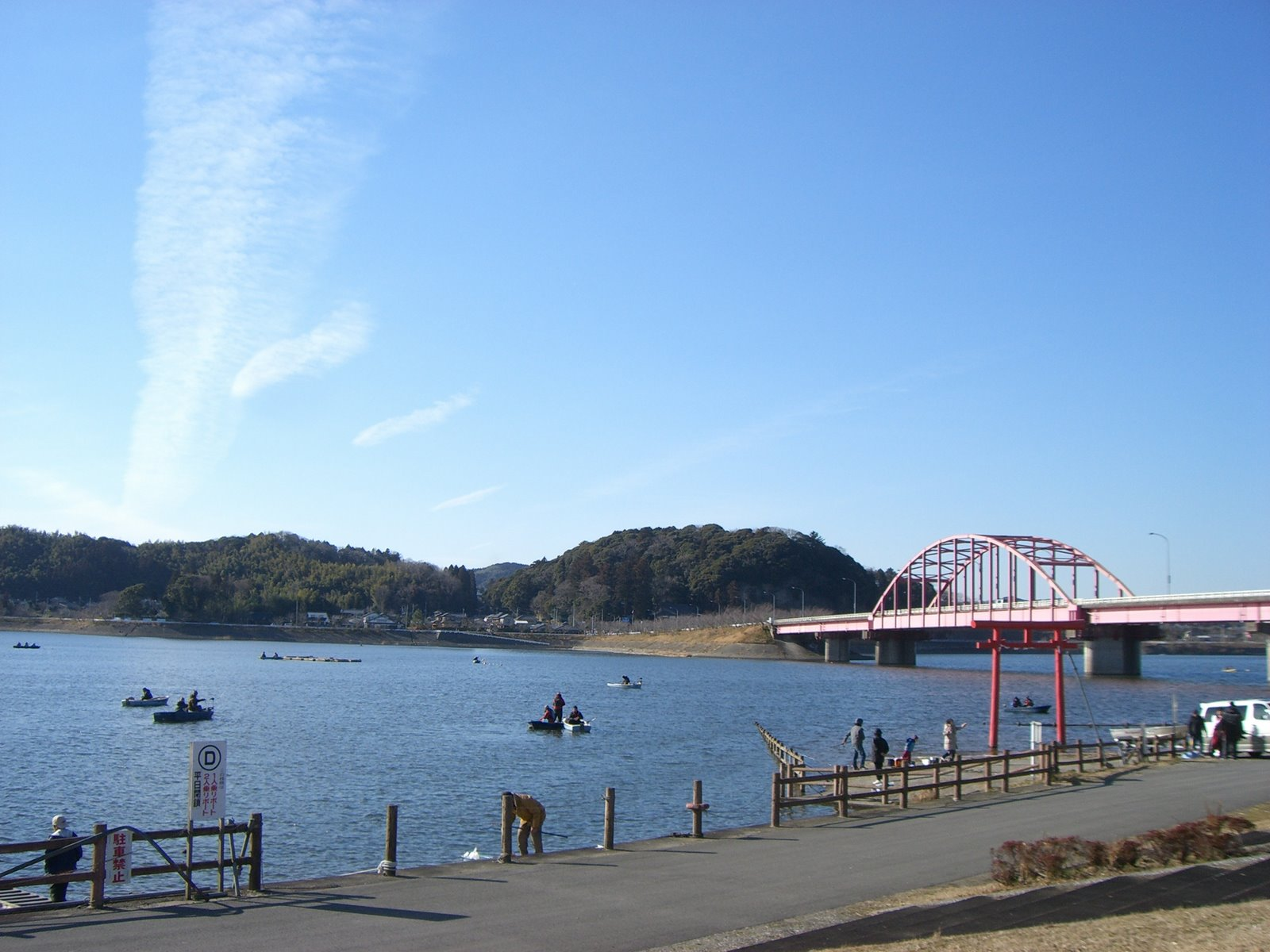
高滝湖と加茂橋

### 道路施設
- 加茂橋（高滝湖、市原市高滝）
- 養老1号踏切（小湊鉄道線、市原市養老）
- 音信トンネル（市原市 - 木更津市）

## 地理

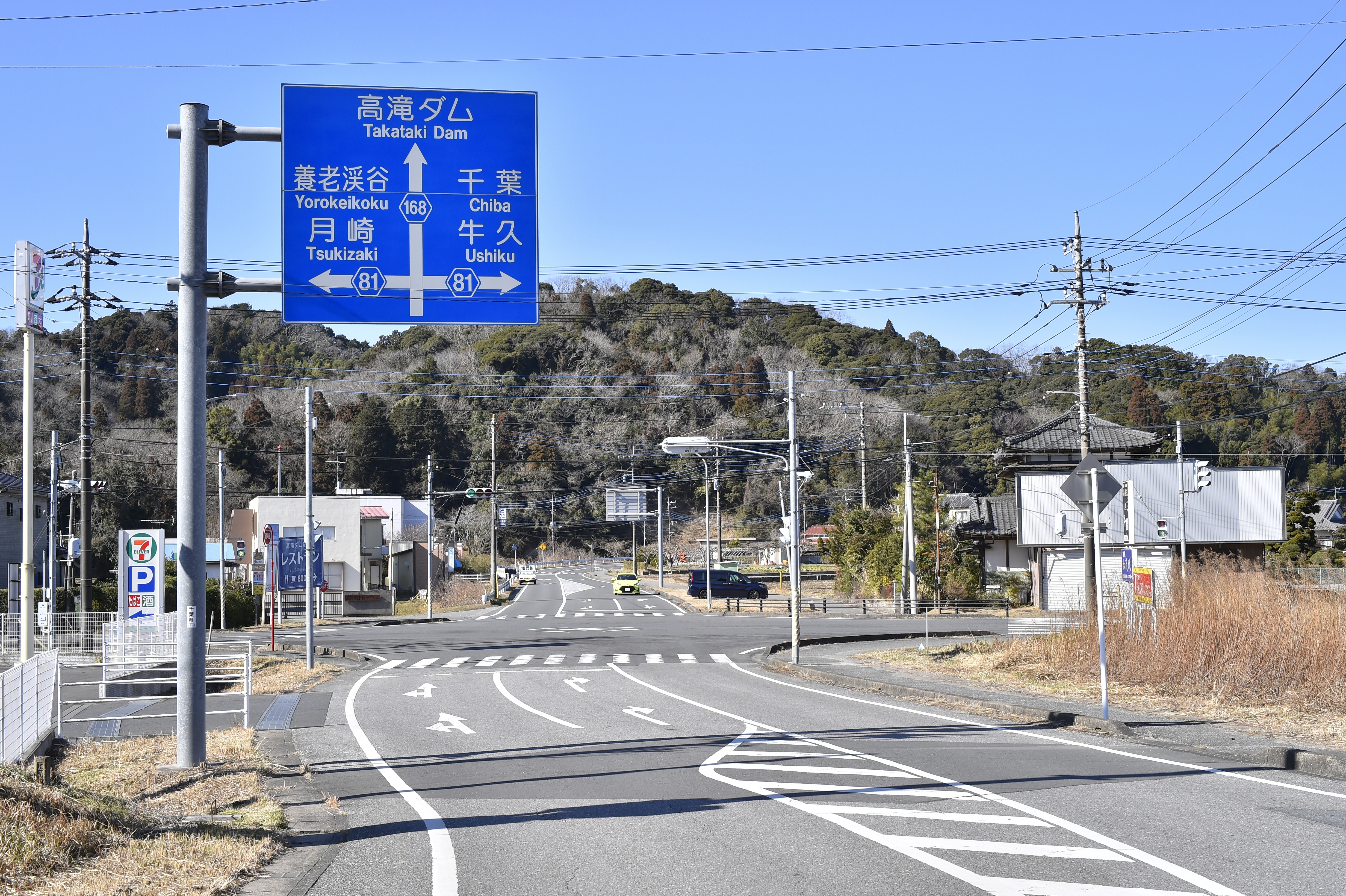
市原市養老（2023年2月）

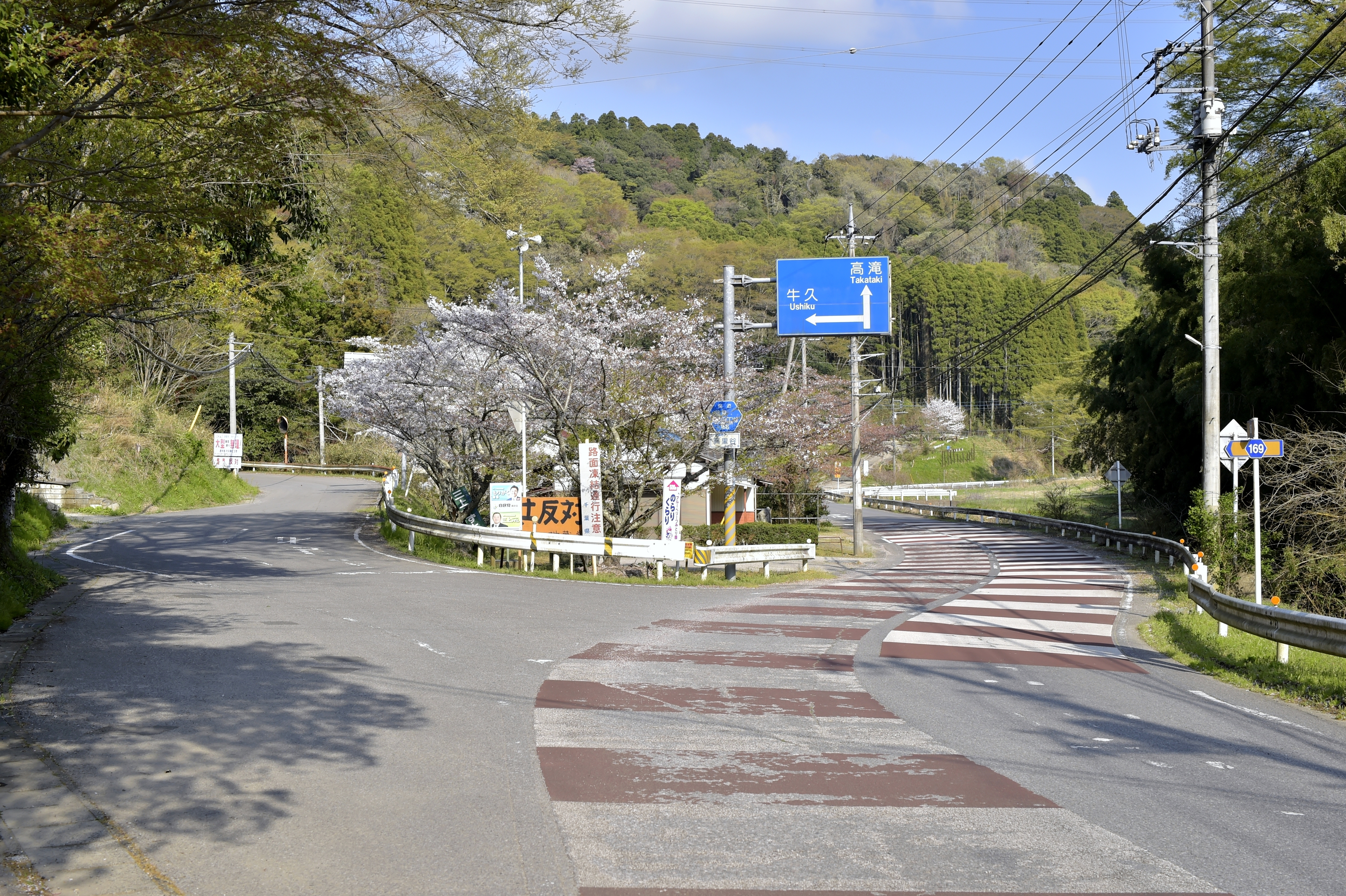
木更津市真里谷の千葉県道169号との交点（2023年4月）)

### 通過する自治体
- 市原市 - 木更津市

### 交差する道路
- 国道297号（市原市田尾：起点）
- 千葉県道173号南総月出線 （市原市高滝）
- 千葉県道81号市原天津小湊線 （市原市養老）
- 千葉県道169号南総馬来田線（木更津市真里谷）
- 国道410号（木更津市真里・久留里線馬来田駅：終点）

### 沿線
- 市原鶴舞インターチェンジ
- 市原鶴舞バスターミナル
- 市原ぞうの国
- 高滝湖
- 市原湖畔美術館
- 高滝神社
- 高滝駅
- 木更津市立少年自然の家キャンプ場
- エザワフルーツランド
- 木更津市立馬来田小学校
- 木更津市立富来田中学校
- 富来田公民館
- 馬来田駅